# 訃報 1988年8月
訃報 1988年8月（ふほう 1988ねん8がつ）では、1988年（昭和63年）8月中に物故した、又は物故が報じられた人物についてまとめる。

## （1日 - 15日）

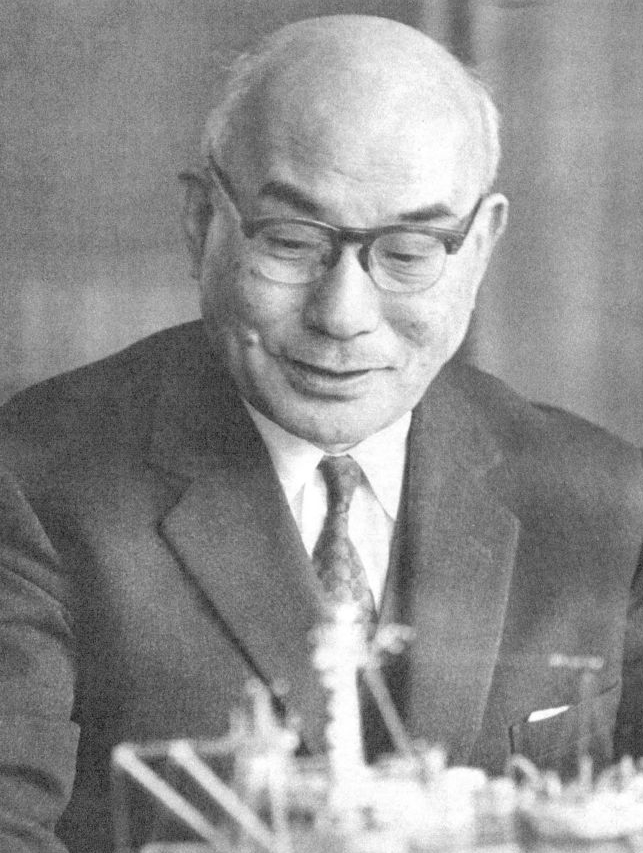
土光敏夫 / 8月4日没

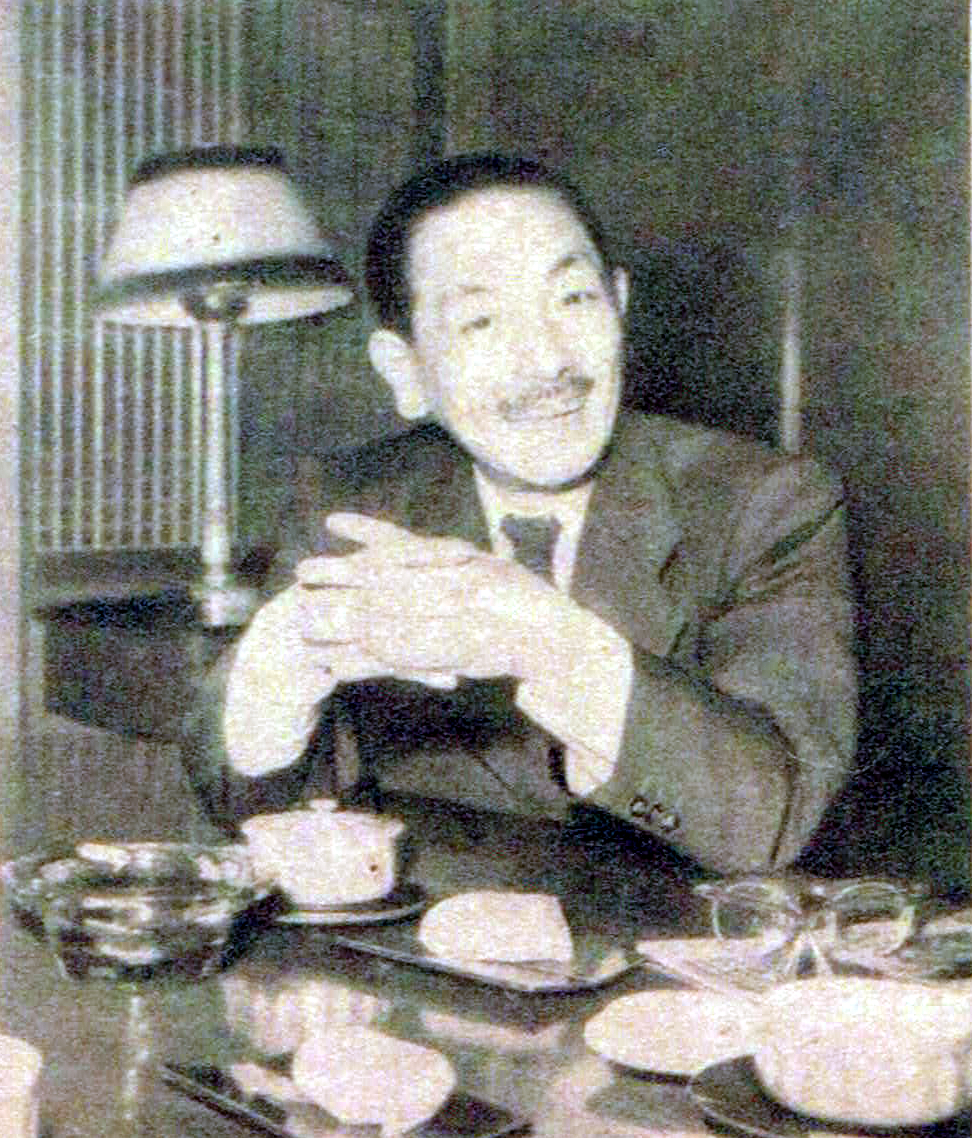
木村荘十二 / 8月10日没

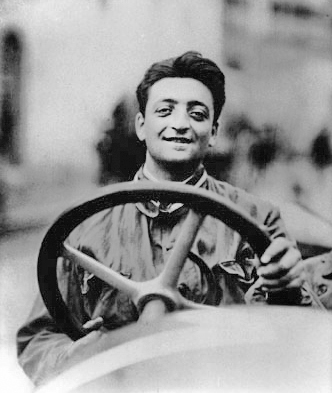
エンツォ・フェラーリ / 8月14日没

- 8月4日 - 宇田国栄、自由民主党衆議院議員（* 1903年）
- 8月4日 - 木下繁、彫刻家（* 1908年）
- 8月4日 - 土光敏夫、東芝代表取締役社長・第4代経済団体連合会名誉会長・橘学苑理事長、（* 1896年）
- 8月7日 - ウィルフレッド・ジャクソン、アニメーター・映画監督（* 1906年）
- 8月9日 - ジャチント・シェルシ、作曲家（* 1905年）
- 8月10日 - 木村荘十二、映画監督（* 1903年）
- 8月10日 - 清水幾太郎、社会学者（* 1907年）
- 8月12日 - ジャン＝ミシェル・バスキア、画家（* 1960年）
- 8月14日 - 足立篤郎、自由民主党衆議院議員（* 1910年）
- 8月14日 - エンツォ・フェラーリ、フェラーリの創業者（* 1898年）

## （16日 - 31日）
- 8月17日 - ムハンマド・ジア＝ウル＝ハク、軍人、政治家（* 1924年）
- 8月18日 - 井上青龍、写真家（* 1931年）
- 8月18日 - おおば比呂司、漫画家（* 1921年）